# Chinche Lafuente
Francisco Javier Lafuente Torralba, detto Chinche (Madrid, 23 marzo 1961), è un ex cestista spagnolo.

## Palmarès
- Copa Príncipe de Asturias: 1

Estudiantes Madrid: 1986